# Koen
Koen er en dansk dokumentarfilm fra 1980, der er instrueret af Claus Bering.

## Handling
Filmen handler om den store, skikkelige og tålmodige malkeko, som i løbet af dens 6-7 leveår præsterer 4-5 kalve, op til 25.000 liter mælk og 1.000 kilo smør – inden den slagtes og spises. Koens liv følges, fra den bliver født, til den ender på slagteriet. Undervejs karakteriseres den som en enestående biokemisk fabrik, hvor græs, halm, blade og alskens affald omsættes til mælk. Det ses også, hvordan koen gennem et intenst avlsarbejde presses til stadig større ydelse. Den informationsmættede film anvender også tegnefilm og gør rede for vom-fysiologiske forsøg, der laves med det formål at blive klogere på koens liv og betydning.